# 比里约
比里约（法語：Birieux，法語發音：[biʁjø]）是法国东部安省的一个市镇，属于布雷斯地区布尔格区。

## 地理
比里约（45°57'10"N, 5°2'25"E）面积15.83 平方千米，位于法国奥弗涅-罗讷-阿尔卑斯大区安省，该省份为法国东部省份，北起汝拉省，西北接索恩-卢瓦尔省，西接罗讷省和里昂大都会，南至伊泽尔省，东与萨瓦省、上萨瓦省和瑞士接壤。
与比里约接壤的市镇（或旧市镇、城区）包括：茹瓦约、拉佩鲁斯、勒蒙特利耶、蒙吕埃勒、圣马塞尔、韦尔萨约、维拉尔莱栋布。

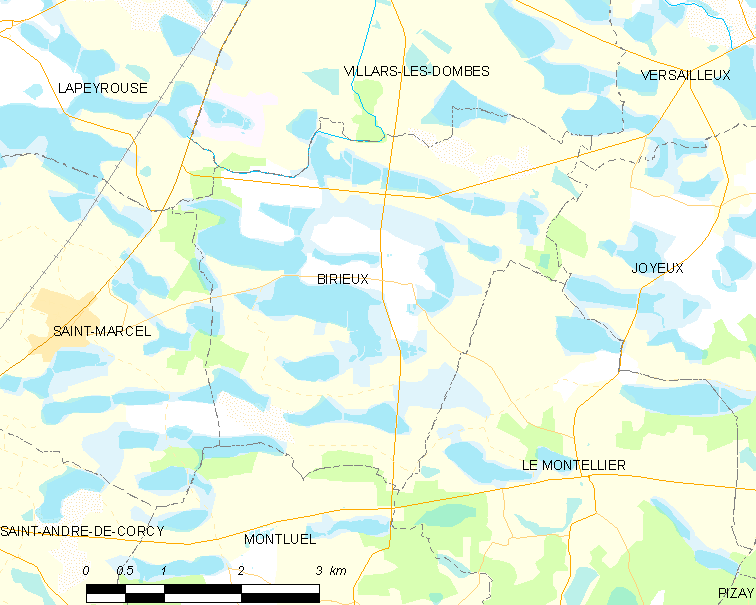
比里约的OSM定位图

比里约的时区为UTC+01:00、UTC+02:00（夏令时）。

## 行政
比里约的邮政编码为01330，INSEE市镇编码为01045。

## 政治
比里约所属的省级选区为维拉尔莱栋布县。

## 人口

1962-2008年间比里约人口变化图示

比里约于2022年1月1日时的人口数量为280人。